# Walter Petersen

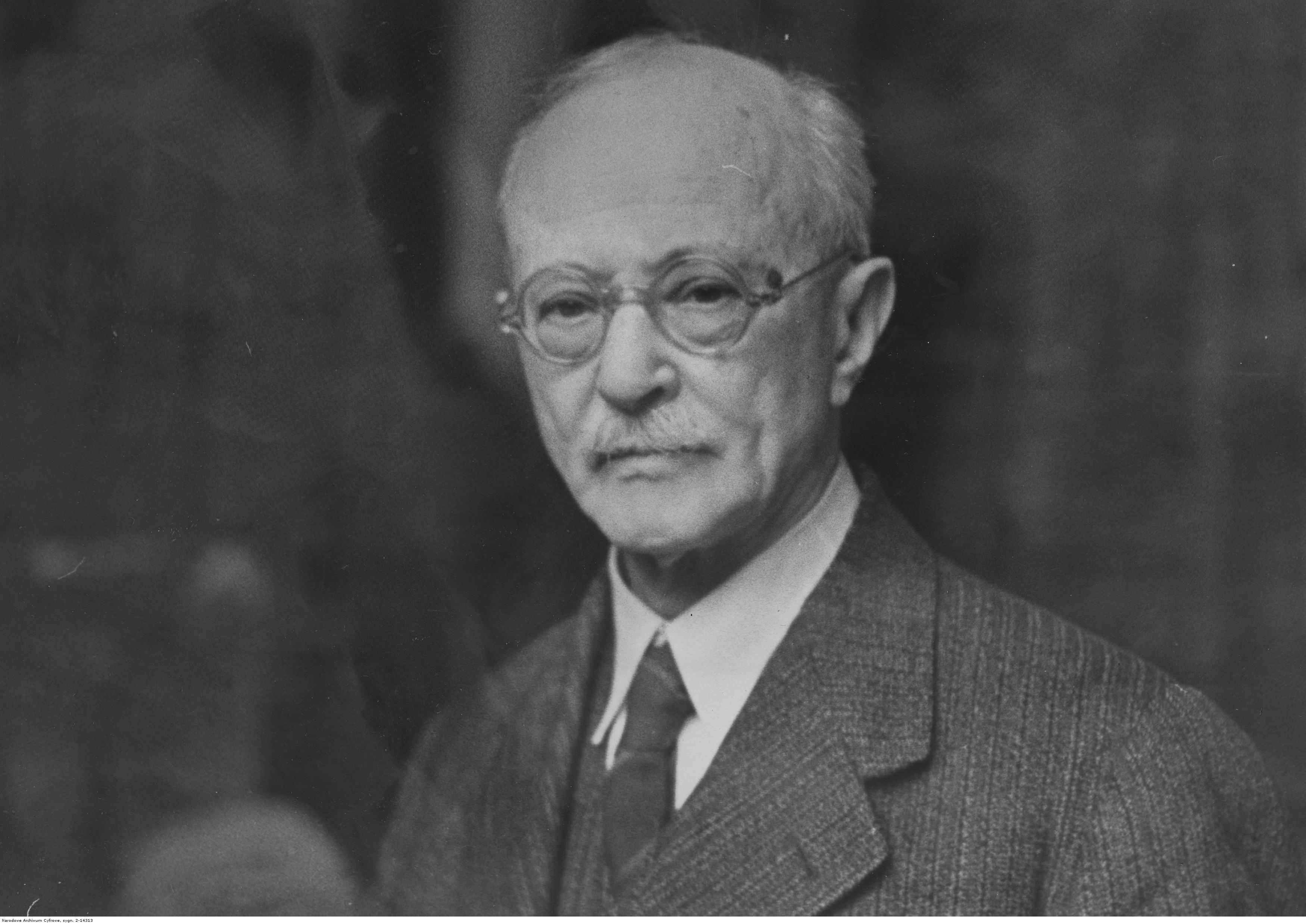
Walter Petersen, 1942

Bronze-Türschild am Haus von Walter Petersen

Walter Petersen, auch Walther Petersen (* 6. April 1862 in Burg an der Wupper, Rheinprovinz; † 1950 in Düsseldorf), war ein deutscher Porträt-, Genre- und Historienmaler der Düsseldorfer Schule.

## Leben
Petersen, Sohn eines aus Wengern bei Wetter an der Ruhr gebürtigen Pfarrers, der Mitte des 19. Jahrhunderts für einige Jahre aus Solingen nach Burg an der Wupper gekommen war, besuchte Schulen in Elberfeld, Hagen sowie Witten und entschloss sich dann entgegen der Familientradition, Kunstmaler zu werden. 1879 begann er das Studium der Malerei an der Kunstakademie Düsseldorf. Dort waren Hugo Crola, Heinrich Lauenstein (1879–1881) und vor allem Peter Janssen der Ältere (1881–1893/1894) seine Lehrer. Für die Jahre 1879/1880 findet sich in den Schülerlisten der Hinweis, dass Petersen oft „durch ein Augenleiden behindert“ bzw. „verhindert“ gewesen war. Dieses Leiden konnte er überwinden. Durch sein Farbempfinden und seine Virtuosität, die er etwa mit dem Aquarell Begräbnis bei Regenwetter an den Tag gelegt hatte, fand er bald besondere Aufmerksamkeit. Als Schüler in Janssens „1. Klasse für Figurenmalerei“ beendete er das Akademiestudium spätesten 1894. Als Assistent Crolas blieb er dem Lehrbetrieb der Düsseldorfer Akademie nach dem Studium noch fünf Jahre verbunden.
Petersen gehörte dem Künstlerverein Malkasten an und stellte dort am 15. und 16. Oktober 1888 zur „Feier des 600-jährigen Bestehens der Stadt Düsseldorf“ zusammen mit dem Historienmaler Hugo Zieger das Festspiel Ein erster Gruss aus Kurbrandenburg vor. In den Jahren 1900 bis 1903 war die Malerin Marie Stein seine Schülerin, auch dem Maler Heinz Wever und den Malerinnen Mechthild Buschmann und Elisabeth Meyhöfer gab er private Unterweisungen. 1903 wurde in Düsseldorf sein Sohn, der spätere Porträtmaler Oswald Petersen, geboren. Von seinem Düsseldorfer Wohnsitz aus unternahm er Reisen in Europa und nach Nordamerika. Auf der Louisiana Purchase Exposition, die 1904 in St. Louis stattfand, wurde er mit einer Medaille ausgezeichnet.

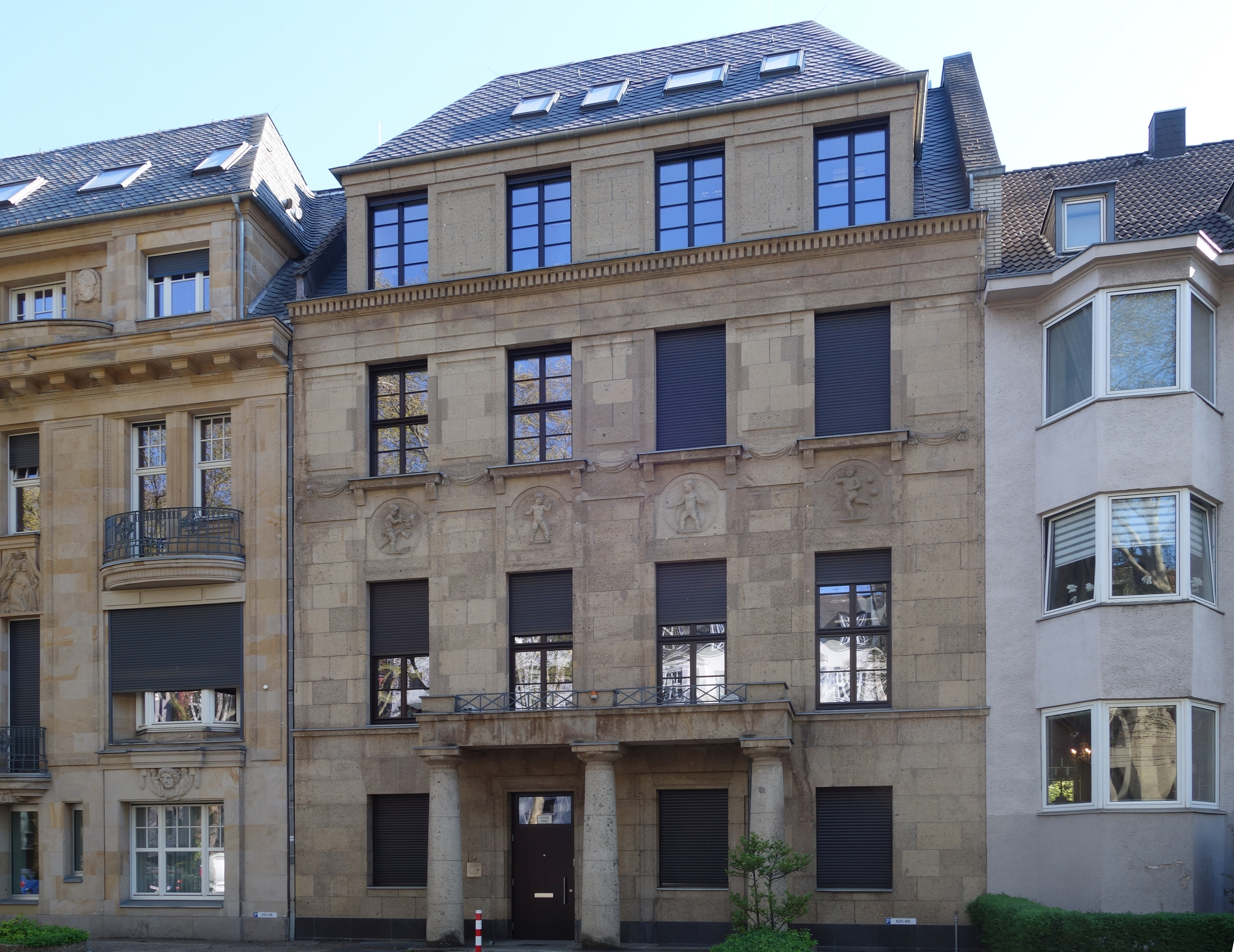
Haus Lindemannstraße 42 (2019)

In der Zeit bis zum Ende des Ersten Weltkriegs fand seine Kunst – zunächst Wandmalerei, dann immer mehr die Bildnismalerei, oft in Pastell ausgeführt – großen Zuspruch. In seinen Bildnissen versuchte er nach dem Beispiel großer Porträtmaler wie Diego Velázquez, Anthonis van Dyck, Rembrandt van Rijn, Frans Hals, Joshua Reynolds und Thomas Gainsborough eine vornehme und dekorative Erscheinung einer Person mit der psychologischen Darstellung individueller Eigenschaften zu verbinden. Oft waren seine Porträts in der Galerie Eduard Schulte ausgestellt. Dort hatte er 1894 mit einer Ausstellung von Bismarck-Bildnissen, die als Studien in den Jahren 1891 bis 1893 in Varzin und Friedrichsruh entstanden waren, Aufsehen erregt. Im Februar 1914 veranstaltete der Museumsverein Aachen eine Sonderausstellung seiner Bildnisse. Die spätwilhelminische Kritik feierte ihn insbesondere als „Damenmaler“. Zur Zeit der Deutsch-nationalen Kunstausstellung Düsseldorf 1902 meinte der Kunsthistoriker Walther Gensel (1870–1910) zu seiner Porträtmalerei, dass Petersen in diesem Fach den ersten Rang unter den Düsseldorfer Malern einnehme. Als gefragter Auftragsmaler der gehobenen Gesellschaft gelangte er bald zu Vermögen, Wohlstand und öffentlicher Anerkennung. 1913/1914 ließ sich Petersen in der Lindemannstraße 42 in Düsseldorf-Düsseltal von dem bekannten Architekten Wilhelm Kreis ein elegantes Stadthaus errichten, das heute unter Denkmalschutz steht. Bereits vor 1914 wurde ihm der Titel Professor verliehen.

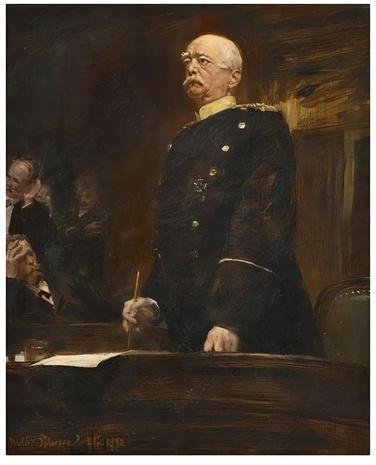
Porträt von Otto von Bismarck

Zu den Persönlichkeiten, die Petersen porträtierte, zählten berühmte Zeitgenossen, darunter die Industriellentochter Hedwig Thyssen (1889), der greise Reichskanzler Otto von Bismarck (1891, 1892, 1893), die kaiserliche Hofdame Therese Gräfin von Brockdorff (1892), der sächsische Kriegsminister Paul von der Planitz (1896), der Landschaftsmaler Oswald Achenbach (1899), der Düsseldorfer Ehrenbürger Heinrich Lueg (1902), die Fürstin Eleonore Leopoldine Aloysia zu Salm-Salm (posthum, 1904), die Prinzessin Franziska Maria von Croy (1907), der Schokoladenfabrikant Carl Russ-Suchard (1912), der Generaloberst Erich Ludendorff (1915, 1917, 1923), der Feldmarschall Paul von Hindenburg (1916, 1918), der Großadmiral Alfred von Tirpitz (1918) und die Judaistin Selma Stern (um 1919). Seine Erinnerungen, die Petersen 1937 in Berlin veröffentlichen ließ, überschrieb er dementsprechend mit der Zeile Vor großen Zeitgenossen.
Im Sommer 1936 begegnete Petersen auf dem Berghof in Obersalzberg seinem „Führer“ Adolf Hitler. Das Treffen kam durch Petersens Vetter zustande, den Laryngologen Carl Otto von Eicken. Dieser hatte Hitler 1935 am Hals operiert und damit dessen Stimme gerettet. Aus Dankbarkeit erfüllte Hitler seinem Arzt die Bitte, sich von Petersen porträtieren zu lassen. Eine Porträtsitzung lehnte Hitler aus Zeitgründen zwar ab, doch ließ er zu, dass Petersen als einer der wenigen Maler ihn aus nächster Nähe studieren durfte. Das Hitler-Bildnis Petersens ist nicht erhalten. Petersen stand nunmehr in der Gunst Hitlers. Dieser erwarb 1939 von ihm für 5000 RM ein Porträt Hindenburgs. 1942 ehrte man ihn mit der Goethe-Medaille für Kunst und Wissenschaft. Petersen stand 1944 in der Gottbegnadeten-Liste des Reichsministeriums für Volksaufklärung und Propaganda.
Im Februar 1953 veranstaltete der Kunstverein für die Rheinlande und Westfalen, der damals von Hildebrand Gurlitt geleitet wurde, in der Kunsthalle Düsseldorf eine Gedächtnisausstellung für Petersen, die außerdem der Erinnerung an Franz Kiederich, Ernst te Peerdt und Max Stern gewidmet war. Den Werknachlass Petersens verwaltet das Archiv des Künstlervereins Malkasten. Das Rheinische Archiv für Künstlernachlässe verwaltet seinen schriftlichen Nachlass.